# Bathory

logo zespołu

Bathory – szwedzki zespół muzyczny istniejący w latach 1983–2004. Nazwa zespołu nawiązuje do postaci "krwawej hrabiny" Elżbiety Batory.

## Muzycy
Ostatni skład zespołu
- Ace "Quorthon Seth" Thomas Forsberg (zmarły) – śpiew, gitara elektryczna, gitara akustyczna, gitara basowa, perkusja (1983-2004)

Byli członkowie zespołu
- Fredrick "Freddan" Hanoi – gitara basowa (1983-1984)
- Jonas "Vans McBurger" Åkerlund – perkusja (1983-1984)
- Björn "The Animal" Kristensen – śpiew (1983)
- Rickard "Ribban" Bergman – gitara basowa (1984)
- Stefan Larsson – perkusja (1984-1986)
- Andreas "Adde" Johansson – gitara basowa (1985)
- Paul Pålle Lundburg – perkusja (1986-1987)
- Kothaar – gitara basowa (1988-1996)[i]
- Vvornth – perkusja (1988-1996)[i]

Notatki
1. 1 2  Kothaar i Vvornth w rzeczywistości stanowią tylko pseudonimy używane przez różnych muzyków którzy występowali w zespole na przestrzeni lat[5][6]

## Historia
Bathory to jeden z najbardziej znaczących zespołów w muzyce black metalowej i viking metalowej, mający jednocześnie największy wpływ na kierunki rozwoju tych dwóch odmian  metalu. Został założony w Sztokholmie, w maju 1983 przez siedemnastoletniego Thomasa Forsberga ukrywającego się pod pseudonimem Quorthon Seth. Thomas był liderem zespołu i jedynym jego stałym członkiem.
Takie albumy jak: Bathory, The Return...... czy Under the Sign of the Black Mark stały się kanonem na blackmetalowej scenie i inspiracją dla wielu młodych zespołów na przełomie lat osiemdziesiątych i dziewięćdziesiątych. Wraz z wydaniem albumu Blood Fire Death a następnie Hammerheart styl grupy ewoluował w kierunku łagodniejszej muzyki, charakteryzującej się wolnymi, epickimi utworami z towarzyszeniem chórów. W warstwie lirycznej, treści satanistyczne ustąpiły miejsca tematyce nordyckiej mitologii. W tej stylistyce zespół wydał jeszcze albumy Twilight of the Gods, Blood on Ice oraz Nordland I i Nordland II. W międzyczasie powstały także albumy Requiem, Octagon i Destroyer of Worlds które nawiązywały muzycznie do thrash metalu lat osiemdziesiątych, ale spotkały się one z nieprzychylnymi opiniami krytyków.
Twórczość zespołu podsumowują wydawnictwa przekrojowe Jubileum (I, II i III) oraz kompilacja promocyjna Katalog.
7 czerwca 2004 roku lider zespołu – Quorthon Seth został znaleziony martwy w swym mieszkaniu w Sztokholmie. 3 czerwca 2006 roku została wydana pamiątkowa kompilacja In Memory of Quorthon.

## Dyskografia
| Albumy studyjne - Bathory (1984) - The Return...... (1985) - Under the Sign of the Black Mark (1987) - Blood Fire Death (1988) - Hammerheart (1990) - Twilight of the Gods (1991) - Requiem (1994) - Octagon (1995) - Blood on Ice (1996) - Destroyer of Worlds (2001) - Nordland I (2002) - Nordland II (2003) |  | Kompilacje - Jubileum Volume I (1993) - Jubileum Volume II (1993) - Jubileum Volume III (1998) - Katalog (2001) - In Memory of Quorthon (2006) Demo, bootlegi, splity i single - Scandinavian Metal Attack (1984, split) - Demo 83-84 (1984, bootleg) - Split with Hellhammer (1985, bootleg) - Twilight of the Gods (singel) (1991) - Blood on Ice (singel) (1996) - The True Black Essence (1999, bootleg) |

## Teledyski
- "One Rode to Asa Bay" (1990)